# Jan Liberda
Jan Liberda (c. 1700 Těšín – 9. srpna 1742 Berlín) byl český evangelický kazatel, náboženský spisovatel doby barokní a jeden z představitelů těšínského pietismu.

## Život
Studoval v Halle, poté vyučoval v Těšíně pod vedením Steinmetzovým. V roce 1725 musel z Těšína uprchnout, protože se dostal do sporu s katolíky kvůli židovskému děvčátku, které tajně přemístil do pietistické školy – mimo dosah katolické církve. V letech 1732–1737 jej věznil saský kurfiřt ve waldheimské pevnosti pro „pobuřování poddaných“. Z hlediska hennersdorfské vrchnosti pobuřoval Liberda její poddané – exulanty, ačkoli dokázat mu to nemohla. Bylo mu kladeno za vinu i to, že v době, kdy byl kazatelem v Großhennersdorfu, odešli odtud Češi do Berlína. Stalo se tak ale v jeho nepřítomnosti. Liberdovi se podařilo v roce 1737 uprchnout z vězení do Berlína. Tam se stal českým luterským kazatelem.
Poté, co v roce 1740 vtrhl mladý pruský král Fridrich II. do Slezska, se mluvčí tajných nekatolíků Václav Tichý sešel v listopadu 1741 v Hradci Králové s jeho generálem Christophem Wilhelmem von Kalckstein, aby jeho prostřednictvím informoval pruského krále o neutěšené situaci českých nekatolíků i jejich přání odejít ze země pod ochranou pruských vojsk. Král pak vydal kazateli Janu Liberdovi plnou moc k organizování hromadné emigrace do zabraného území Slezska. Čeští nekatolíci měli dostat od pruské armády pasy rekrutů (branců) bez vojenské povinnosti. S těmito pasy pak měli odejít s celými rodinami i majetkem do Pruského Slezska až při stahování vojska z Čech. Jan Liberda ale na konec války nečekal a organizoval odchod evangelíků (s pruskými rekrutskými pasy pod armádní ochranou) hned. V únoru 1742 sám převedl první skupinu exulantů do válkou zničeného slezského městečka Münsterberg, které se stalo prvním shromaždištěm. V Münsterbergu pak zakoupil pro Čechy dva domy a zřídil školu. Vyčerpán touto prací onemocněl a v srpnu 1742 v Berlíně zemřel. Tam je pohřben v Betlémské kapli.

## Dílo
- A και Ω. Klíč Davidů.
- Prvotinka – výklad Zjevení Janova (1726)
- Pravidélko hennersdorfské
- Harfa nová – kancionál (1732)